# Марсель Нгуєн
Марсель Нгуєн (нім. Marcel Nguyen; нар. 8 вересня 1987, Мюнхен, Німеччина) — німецький гімнаст, олімпійський медаліст.

## Виступи на Олімпіадах
| Олімпіада   | Дисципліна       | Місце             |
| ----------- | ---------------- | ----------------- |
| Пекін 2008  | абсолютний залік | 49 (кваліфікація) |
| Пекін 2008  | командний залік  | 4                 |
| Пекін 2008  | вільні вправи    | 14 (кваліфікація) |
| Пекін 2008  | паралельні бруси | 52 (кваліфікація) |
| Пекін 2008  | перекладина      | 46 (кваліфікація) |
| Пекін 2008  | кільця           | 39 (кваліфікація) |
| Лондон 2012 | абсолютний залік | 2                 |
| Лондон 2012 | командний залік  | 7                 |
| Лондон 2012 | вільні вправи    | 8                 |
| Лондон 2012 | паралельні бруси | 2                 |
| Лондон 2012 | перекладина      | 15 r1/2           |
| Лондон 2012 | кільця           | 13 r1/2           |
| Лондон 2012 | кінь             | 33T r1/2          |
| Ріо 2016    | командний залік  | 7                 |
| Ріо 2016    | паралельні бруси | 19                |